# Trabanta
Trabanta is een geslacht van vlinders van de familie tandvlinders (Notodontidae), uit de onderfamilie Notodontinae.

## Soorten
- T. gilvescens Kiriakoff, 1962
- T. ignobilis (Holland, 1893)
- T. rufescens Kiriakoff, 1962
- T. rufisquamata (Hampson, 1910)